# Phylloxera querceti
Phylloxera querceti är en insektsart som beskrevs av Theodore Pergande 1904. Phylloxera querceti ingår i släktet Phylloxera och familjen dvärgbladlöss. Inga underarter finns listade i Catalogue of Life.